# Kołodruby
Kołodruby (ukr. Колодруби) – wieś na Ukrainie w rejonie stryjskim (do 2020 roku w rejonie mikołajowskim) obwodu lwowskiego, nad Dniestrem. Liczy 700 mieszkańców.